# وزارة التعليم العالي والبحث العلمي (العراق)
وزارة التعليم العالي والبحث العلمي هي الجهة الحكومية المسؤولة عن التعليم العالي في العراق، ويشغل السيد نعيم العبودي منصب وزير التعليم العالي والبحث العلمي، والوزارة مسؤولة أيضًا عن البعثات للطلاب العراقيين لخارج العراق.
 إن وزارة التعليم العالي والبحث العلمي تهدف إلى إجراء تغييرات كمية ونوعية في الحركة العلمية والتقنية والثقافية في العراق، وتقوم بتوجيه المؤسسات العلمية والبحثية لتتولى عملية خلق جيل جديد مزود بالعلم والمعرفة، لتكون هذه المؤسسات قوة فاعلة ومؤثرة في المجتمع العراقي. كما تهدف الوزارة إلى تطوير العلاقات العلمية والثقافية وتوسيع العلاقات الودية في هذه المجالات مع الدول الأخرى والمنظمات العلمية والأكاديمية المختلفة في جميع أنحاء العالم من أجل تحقيق الانسجام والتكامل في مجالات العلم والمعرفة.

## وصلات خارجية
- وزارة التعليم العالي والبحث العلمي